# Мериуедър (окръг, Джорджия)
Окръг Мериуедър (на английски: Meriwether County) е окръг в щата Джорджия, Съединени американски щати. Площта му е 1309 km², а населението - 22 881 души. Административен център е град Грийнвил.